# بیناس‌لی
بیناس‌لی (به لاتین: Binasli) یک منطقه مسکونی در جمهوری آذربایجان است که در شهرستان اوجار واقع شده است.